# Bosstekelpoot
De bosstekelpoot is een spinnensoort in de taxonomische indeling van de stekelpootspinnen (Zoridae).
Het dier komt uit het geslacht Zora. De spin werd in 1897 beschreven door Wladislaus Kulczynski.